# ギレルモ・ディアス
ギレルモ・ホセ・ディアス・ゴンサレス（Guillermo José Díaz González、1985年3月4日 - ）は、プエルトリコのプロバスケットボール選手。イタリア男子プロバスケットボールリーグ1部セリエAのユヴェカゼルタ・バスケット所属。サンフアン出身。ポジションはポイントガード。188cm、88kg。